# Estação McGill
A Estação McGill é uma das estações do Metrô de Montreal, situada em Montreal, entre a Estação Peel e a Estação Place-des-Arts. Faz parte da Linha Verde.
Foi inaugurada em 14 de outubro de 1966. Localiza-se no cruzamento do Boulevard Robert-Bourassa com a Avenida Union. Atende o distrito de Ville-Marie.

## Origem do nome
James McGill, foi um negociante escocês, nascido em Glasgow no ano de 1744. Foi o idealizador do McGill College, que foi inaugurado em 1821.

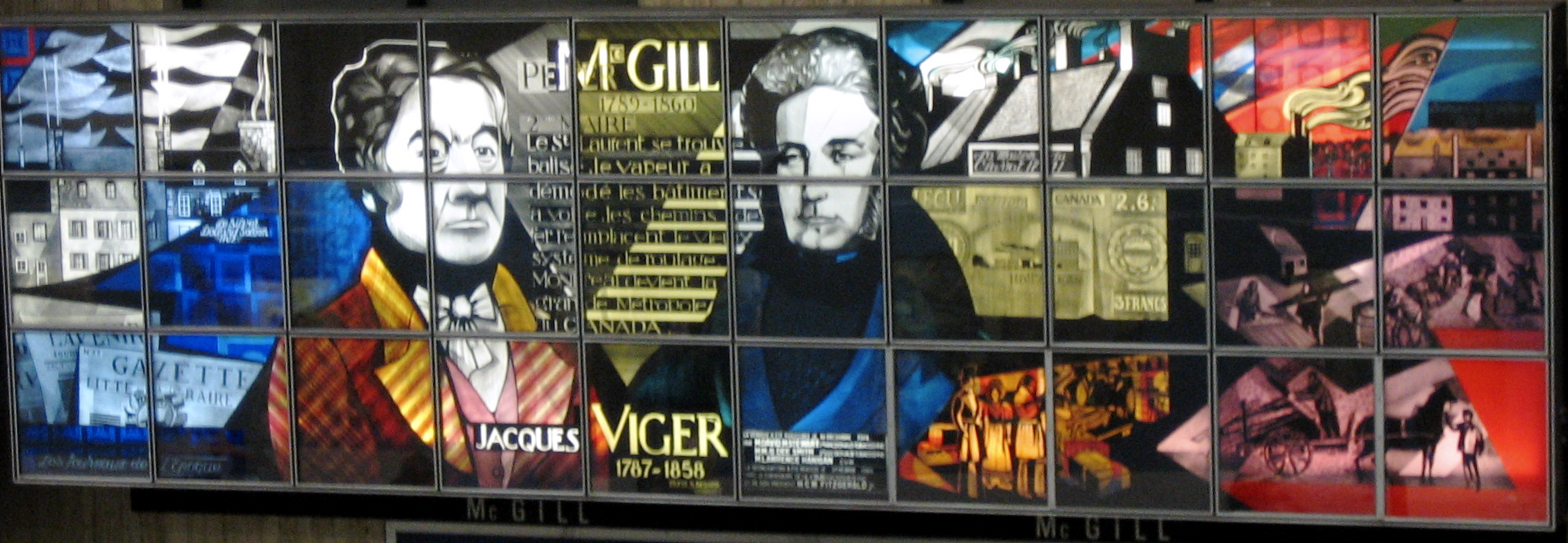
Jacques Viger e Peter McGill

## Ruas próximas
- rue University
- avenue Union

## Pontos de interesse
- Acesso aos subterrâneos de Montreal
- Centre Eaton
- Épargne placements Québec
- Maison des Coopérants
- Place Montréal Trust
- Place London Life
- Promenade de la Cathédrale
- Le Centre 2020 University
- La Baie
- La maison Simons
- Montreal Neurological Institute
- McGill College
- Université McGill
- Musée McCord - Canadian History
- Percival Molson Stadium
- Redpath Museum

## Vitrais da estação

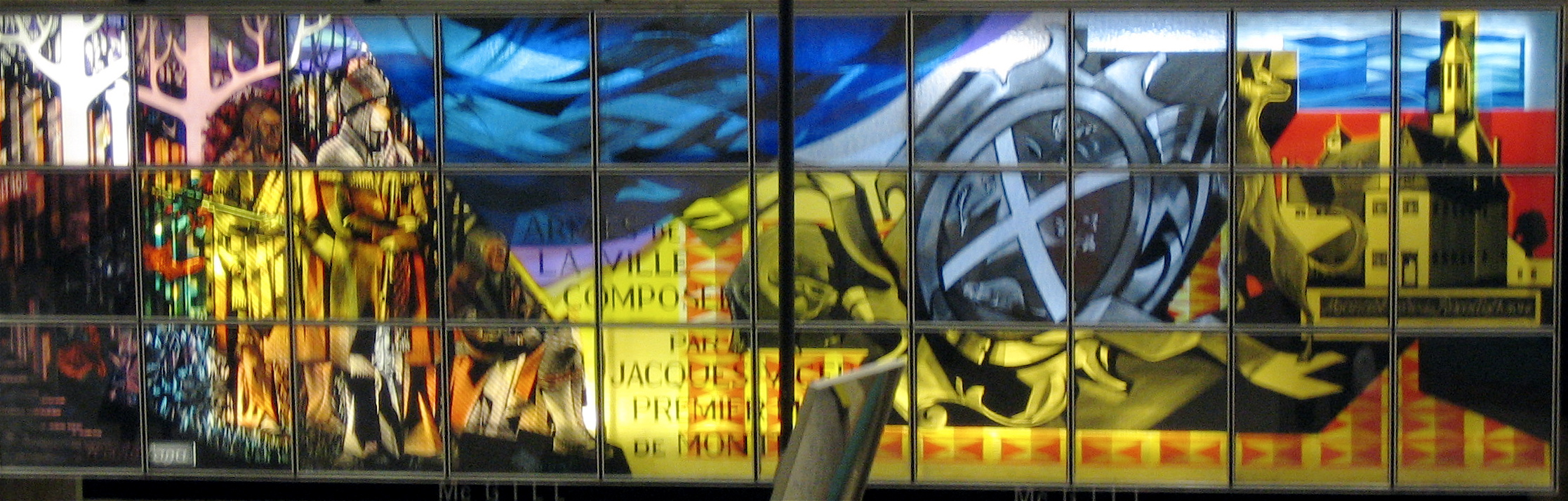
Fundação
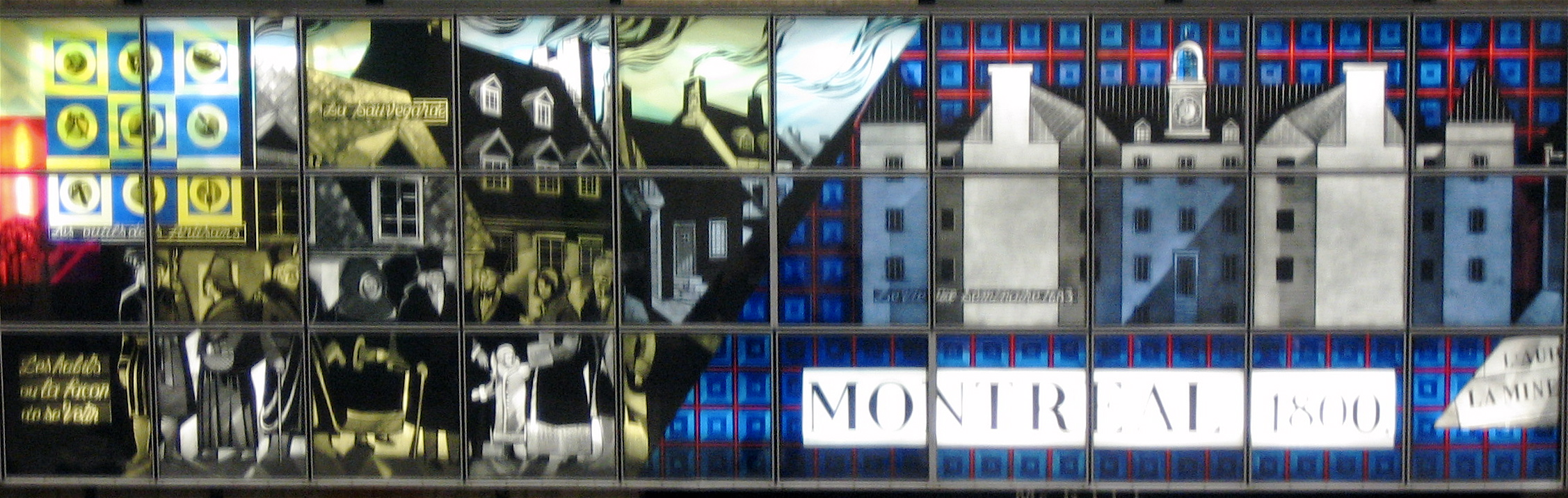
Colonização francesa
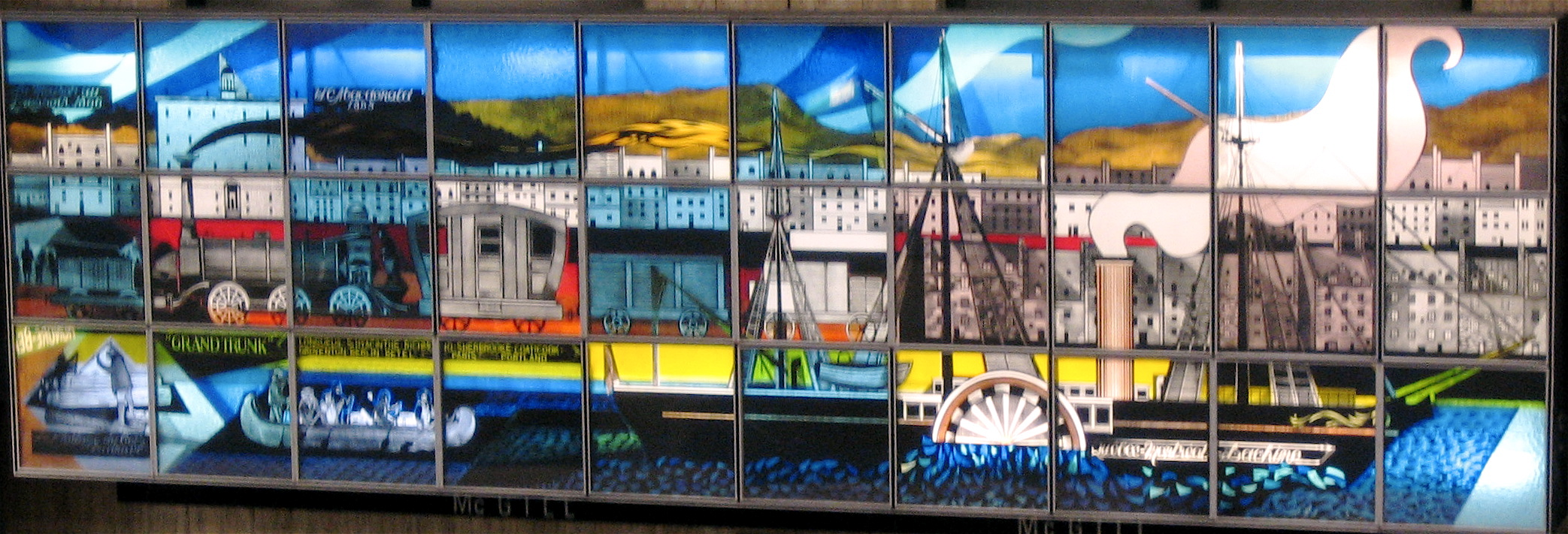
Industrialização
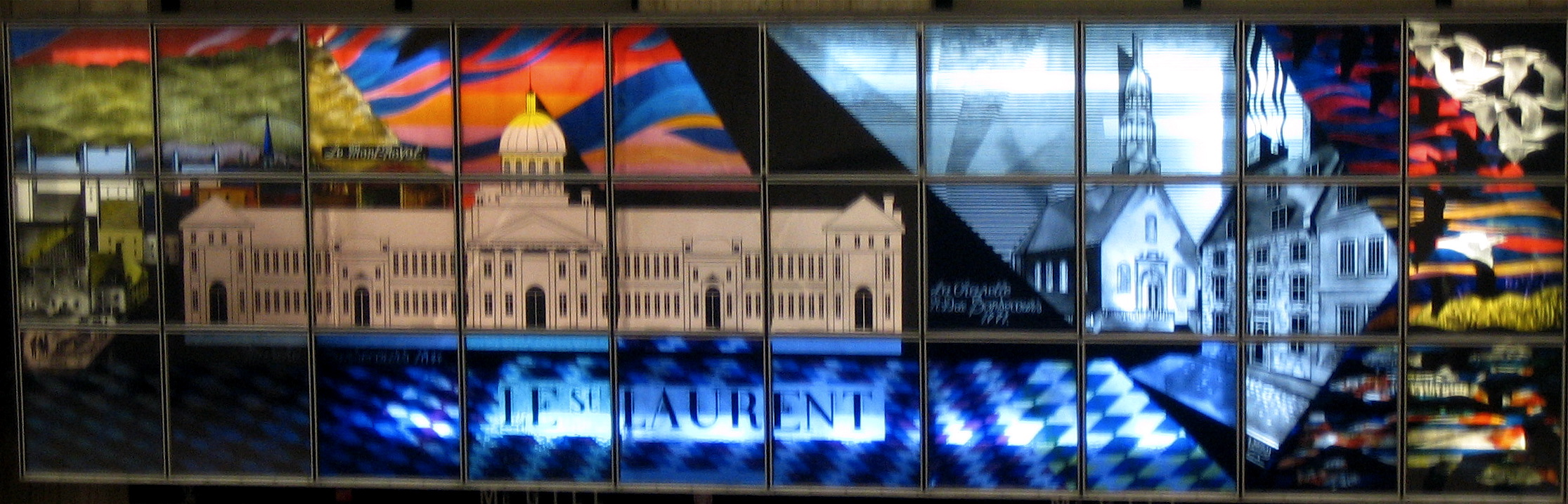
Vista de Montréal